# Brochocin (gromada)
Brochocin – dawna gromada, czyli najmniejsza jednostka podziału terytorialnego Polskiej Rzeczypospolitej Ludowej w latach 1954–1972.
Gromady, z gromadzkimi radami narodowymi (GRN) jako organami władzy najniższego stopnia na wsi, funkcjonowały od reformy reorganizującej administrację wiejską przeprowadzonej jesienią 1954 do momentu ich zniesienia z dniem 1 stycznia 1973, tym samym wypierając organizację gminną w latach 1954–1972.
Gromadę Brochocin z siedzibą GRN w Brochocinie utworzono – jako jedną z 8759 gromad na obszarze Polski – w powiecie złotoryjskim w woj. wrocławskim, na mocy uchwały nr 35/54 WRN we Wrocławiu z dnia 2 października 1954. W skład jednostki weszły obszary dotychczasowych gromad Brochocin, Budziwojów, Strupice i Wojciechów ze zniesionej gminy Strupice oraz Łukaszów ze zniesionej gminy Zagrodno w tymże powiecie. Dla gromady ustalono 15 członków gromadzkiej rady narodowej.
1 lipca 1968 gromadę zniesiono, a jej obszar włączono do gromad: Chojnów (wieś Budziwojów), Zagrodno (wieś Wojciechów) i Gierałtowiec (wsie Brochocin, Łukaszów i Strupice) w tymże powiecie.